# Cerașu
Cerașu község és falu Prahova megyében, Munténiában, Romániában. A hozzá tartozó települések: Slon, Valea Borului, Valea Brădetului, Valea Lespezii és Valea Tocii.

## Fekvése
A megye északi részén található, a megyeszékhelytől, Ploieștitől, negyvenhét kilométerre északra, a Drajna folyó mentén. A község területén található legnagyobb hegycsúcsok: Clabucetul-csúcs (1460 méter), Crai-csúcs (1473 méter), Tatarului-csúcs (1476 méter).

## Története
Neve latin eredetű, a „cerassus” szóból származik, jelentése: cseresznye.
A 19. század végén a község Prahova megye Teleajen járásához tartozott és Cerașu, Valea Borului, Valea Tocii, Slon valamint Brădetul falvakból állt, 2568 lakossal. A község tulajdonában volt egy 1887-ben épült iskola valamint két templom, egyiket 1887-ben építették Cerașu településen, a másikat Slon faluban 1879-ben szenteltek fel.
1925-ös évkönyv szerint a község csupán Slon és Cerașu településekből állt. 1931-ben Slon valamint Cerașu szétváltak, és külön községek lettek.
1950-ben közigazgatási átszervezés alapján, a Prahova-i régió Teleajen rajonjához kerültek, majd 1952-ben a Ploiești régióhoz csatolták őket. 
1968-ban ismét megyerendszert vezettek be az országban, a két községet egyesítették és ilyen formában Cerașu község az újból létrehozott Prahova megye része lett. Ekkor csatolták hozzá megint a korábban Cerașu község részét képező Valea Tocii, Valea Borului és Valea Brădetului falvakat is.

## Lakossága
| Nemzetiségek | 2002 | 2002   |
| ------------ | ---- | ------ |
| Románok      | 5188 | 99,96% |
| Magyarok     | 1    | 0,01%  |
| Németek      | 1    | 0,01%  |
| Összesen     | 5190 | 100,0% |